# Kaat Van der Meulen
Kaat Van der Meulen, née le 22 juin 1995 à Alost, est une coureuse cycliste belge.

## Biographie
En 2011, elle gagne le sprint massif des championnats de Belgique cadettes.
En 2013, elle devient championne de Belgique sur route juniors en gagnant le sprint massif. Aux championnats d'Europe sur piste d'Anadia, elle obtient la médaille de bronze en scratch juniors. Elle y récolte également la médaille de bronze en poursuite par équipes et la médaille d'argent en course aux points.

## Palmarès sur piste

### Championnats du monde
- Hong Kong 2017
  - 10e de la poursuite par équipes[4]

### Championnats d'Europe
- Anadia 2013
  - 2e de la course aux points
  - 3e de la poursuite par équipes (avec Lotte Kopecky, Jesse Vandenbulcke et Saartje Vandenbroucke)
  - 3e du scratch

### Championnats nationaux
- 2011
  - 2e de l'omnium cadettes
  - 2e de la poursuite par équipes juniors
  - 3e du 500 m cadettes
  - 3e du scratch cadettes
- 2012
  - 2e de la poursuite par équipes juniors
  - 3e de l'omnium juniors
- 2016
  - 2e de l'omnium

## Palmarès sur route
- 2010
  - 3e du championnat de Belgique du contre-la-montre cadettes
- 2011
  -  Championne de Belgique sur route cadette
  - 2e du championnat de Belgique du contre-la-montre cadettes
- 2012
  - 3e du championnat de Belgique du contre-la-montre juniors
- 2013
  -  Championne de Belgique sur route juniors
  - 3e du championnat de Belgique du contre-la-montre juniors

### Classement mondiaux
| Année                                 | 2014 | 2015 | 2016 |
| ------------------------------------- | ---- | ---- | ---- |
| Classement UCI                        | 486e | nc   | 191e |
| UCI World Tour                        |      |      | 140e |
|                                       |      |      |      |
| Légende : nc = non classéSource : UCI |      |      |      |